# Andrew Watson (Fußballspieler, 1856)
Andrew Watson (* 24. Mai 1856 in Demerara oder 1857, Britisch-Guayana; † 8. März 1921 in London, England) war ein schottischer Fußballspieler guyanischer Herkunft. Er war weltweit der erste Nationalspieler mit schwarzer Hautfarbe.

## Karriere
Watson hatte zwischen 1881 und 1882 insgesamt drei Einsätze für die schottische Fußballnationalmannschaft. Sein erstes Spiel fand am 12. März 1881 in London gegen England statt. Watson lief bei seinem Debüt als Kapitän auf und Schottland gewann 6:1.